# Shiwa
Shiwa (紫波町 Shiwa-chō?) es un pueblo localizado en la prefectura de Iwate, Japón. En octubre de 2018 tenía una población de 32.075 habitantes y una densidad de población de 134 personas por km². Su área total es de 238,98 km².

## Geografía

### Municipios circundantes
- Prefectura de Iwate
  - Morioka
  - Hanamaki
  - Shizukuishi
  - Yahaba

## Demografía
Según datos del censo japonés, la población de Shiwa se ha mantenido estable en los últimos años.
| Año del censo | Población |
| ------------- | --------- |
| 1995          | 31.311    |
| 2000          | 33.038    |
| 2005          | 33.692    |
| 2010          | 33.288    |
| 2015          | 32.614    |